# Diogeniano (homem espectável)
Diogeniano (em latim: Diogenianus) foi um oficial romano do século V, ativo em Roma durante o reinado do monarca ostrogótico Teodorico, o Grande (r. 474–526). É mencionado em 13 de maio de 495, quando compareceu, ao lado Amandiano, à Basílica de São Pedro durante uma assembleia de padres e bispos que ouviu os apelos de certo Miseno. Segundo a menção, Diogeniano era da classe homem espectável (vir spectabilis).